# Kiyohide Shima
Kiyohide Shima (25 de fevereiro de 1878 – 7 de novembro de 1973) foi um almirante da Marinha Imperial Japonesa durante a Segunda Guerra Mundial.
No início da Guerra do Pacífico, ele comandou a força naval que invadiu e ocupou a ilha de Tulagi, nas Ilhas Salomão, em 3 de maio de 1942, como parte do plano japonês de capturar bases aliadas no Pacífico Sul para isolar a Austrália dos Estados Unidos e que resultou na Batalha do Mar de Coral.
Dois anos depois, durante Batalha do Golfo de Leyte, Shima liderou uma das esquadras que participou da Batalha do Estreito de Surigao. Derrotado junto com as outras forças navais japonesas envolvidas nas batalhas nos mares de Leyte, foi obrigado a fugir de volta para o Japão, depois de ter vários de seus navios afundados pelos aviões e canhões inimigos.
Chegou ao fim da guerra como comandante de uma frota de navios de patrulha na área metropolitana do Japão.